# Anselme Payen
Anselme Payen   (París, 6 de gener de 1795 - París, 12 de maig de 1871) va ser un químic francès, al qual es deu el descobriment del primer enzim anomenat amilasa, amb Jean Francois Persoz, i de la cel·lulosa.

## Biografia
Payen va fer el seu aprenentatge amb el seu pare, advocat que es va dedicar a crear diverses fàbriques químiques. Després, des de 13 anys, es va formar amb els millors químics francesos del moment (Louis Nicolas Vauquelin, Louis Jacques Thénard i Michel Eugène Chevreul) a l'Escola Politècnica. El seu pare li va confiar la direcció d'una refineria de bòrax als 23 anys.
El 1835, Payen va abandonar els seus negocis per succeir a Jean-Baptiste Dumas i prendre les funcions de professor de química industrial i agrícola a l'Escola Central d'Arts i Manufactures, on havia entrat el 1829 i es va dedicar a la recerca. Va ser nomenat professor al Conservatori Nacional d'Ars i Oficis el 1839.
Anselme Payen va ser membre de diversos jurats de la indústria francesa, membre de l'Acadèmia de Ciències el 1842 i corresponsal de la majoria de les societats científiques d'Europa. Un premi anual de la societat americana de química (American Chemical Society, ACS) reb el seu nom: el Premi Anselme Payen, que reconeix les contribucions en la recerca en el camp de tecnologia química aplicada a la cel·lulosa i als materials reciclables.

## Obra
Quan Payen treballava a la refineria de bòrax els Països Baixos tenien un monopoli sobre aquest producte, que importaven de les Índies Orientals, i Payen va elaborar una tècnica que permetia obtenir-ne a partir d'àcid bòric, la qual cosa trencava el monopoli holandès, ja que podia vendre bòrax a un terç del preu dels holandesos.

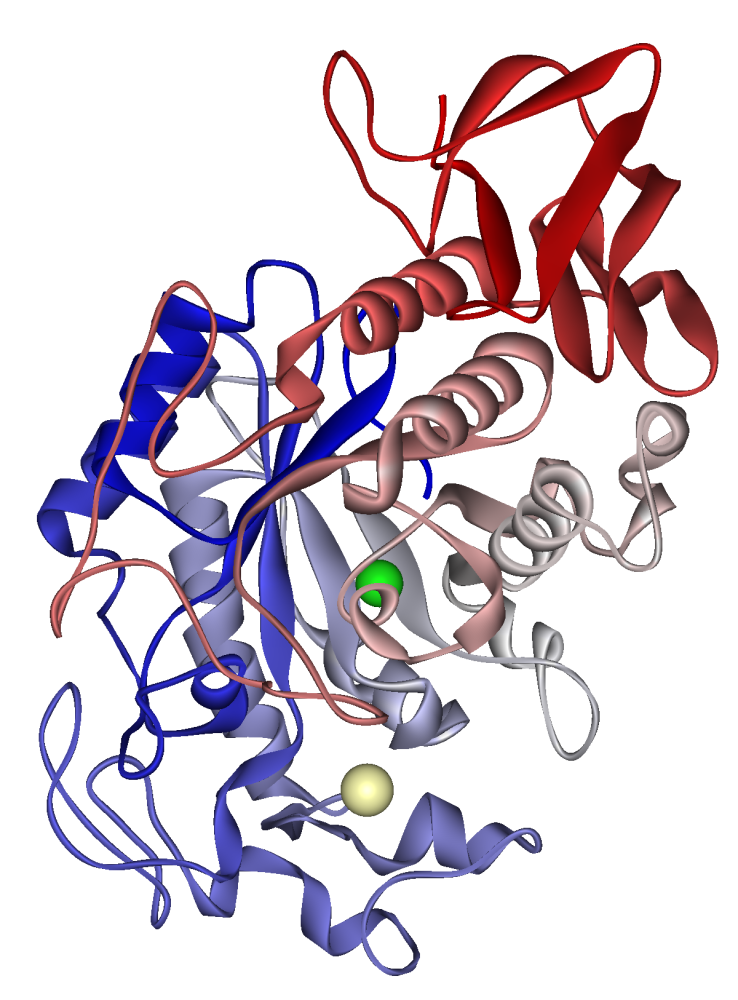
Amilasa de la saliva humana. El catió calci es representa en groc i l'anió clorur en verd.

El 1820, al capdavant de les possessions familiars després de la mort del seu pare, va consagrar-se al funcionament d'una refineria del sucre de remolatxa. El 1822, va aconseguir emblanquir el sucre per mitjà de carbó actiu, substància utilitzada des de llavors per a les seves propietats absorbents. La millora dels procediments de refinació va estimular la substitució del sucre de remolatxa pel sucre de canya.
En 1833, amb Jean François Persoz, Payen va aïllar en un extracte de Malta una substància que catalitzava la transformació del midó en glucosa. Va batejar aquesta substància amb el nom de diastasa, del grec separar, considerant que separava els blocs constitutius del midó en unitats individuals de glucosa. Va ser el primer enzim aïllat i ara rep el nom d'amilasa. El sufix -asa de diastasa va ser emprat després per designar tots els enzims.
El 1834, mentre que estudia la composició química de la fusta, Payen va aïllar una substància extreta de les parets cel·lulars vegetals, que es podia descompondre en unitats de glucosa, a semblança del midó. Payen la va batejar amb el nom de cel·lulosa, creant així el sufix -osa que designa des de llavors els noms dels glúcids. Se sap ara que la cel·lulosa constitueix el principal component de les parets cel·lulars de la majoria de les plantes i que té un paper important en la fabricació de nombrosos productes a base de fibres, tals com el paper, els teixits, els productes farmacèutics i els explosius.

### Obres
- Payen, A. Theorie de l'action du charbon animal.  París: Bachelier, 1822.
- Payen, A.; Chevalier, A.. Traité élémentaire des réactifs, leurs préparations, leurs emplois spéciaux, et leurs applications à l'analyse.  París: Thomine, 1825.
- Payen, A. Manuel du cours de chimie organique apliquée aux arts industriels et agricoles.  París: N. Béchet Fils, 1842.
- Payen, A. Précis de chimie industrielle: a l'usage des écoles préparatoires aux professions industrielles des fabricants et des agriculteurs.  París: L. Hachette et Cie, 1851.
- Payen, A. Précis d'agriculture théorique et pratique a l'usage des écoles d'agriculture, des propiAEetaires et des fermiers.  París: L. Hachette et Cie, 1851.
- Payen, A. Des substances alimentaires et des moyens de les améliorer, de les conserver et d'en reconnaitre les altérations.  París: Hachette, 1856.
- Payen, A. Traité complet de la distillation des principales substances qui peuven fournir de l'alcool, vins, grains, betteraves, fécule, etc..  París: Mme. Ve. Bouchard-Huzard, 1858.
- Payen, A. Mémoire sur la conservation des bois.  París: P.-A. Bourdier, 1861.
- Payen, A. Précis théorique et practique des substances alimentaires et des moyens de les améliorer, de les conserver et d'en reconnaitre les altérations.  París: L. Hachette et Cie, 1865.